# Ilse Uitterlinden
Ilse Uitterlinden (23 december 1956) is een Vlaamse actrice, die vooral actief is in de theaterbühne en in televisieproducties. In 1995 was ze de laureate van de Theo d'Or.

## Biografie
Ze studeerde in 1980 af aan de Studio Herman Teirlinck, 20 jaar nadat haar oudere zus Hilde Uitterlinden daar haar studies voltooide.
Met de Internationale Nieuwe Scène tekende ze begin jaren negentig voor de regie van de herneming van Mistero Buffo van Dario Fo met muziek van Wannes Van de Velde. Ook nu bleef het stuk twee seizoenen lopen. De Theo d'Or ontving ze voor haar vertolking in 1994 van Carlotta Monterey in "O'Neill", in een regie van Luk Perceval. Met de Blauwe Maandag Compagnie speelde ze ook in Joko mee.
Van 1997 tot 1998 was ze één seizoen ad interim directeur van de Antwerpse Koninklijke Nederlandse Schouwburg, voor deze met de Blauwe Maandag Compagnie opging in Het Toneelhuis. Ze werd zo de laatste leider van het gezelschap.
Met Het Toneelhuis stond ze meerdere seizoenen op de planken met Moedersnacht, Nacht, de Moeder van de Dag en Sweet bird. Ze regisseerde de monoloog van Gilda De Bal Virginia in het seizoen 2000-2001.
Recenter jeugdtoneelwerk van haar zijn haar stukken Pinokia bij Theater Froe Froe waarin ze ook samen met dochter Amaryllis speelde en B=A bij HETPALEIS.
Bij haar eerste televisieoptredens behoorden rollen in TV-Touché in 1982. In 1983 leverde ze de stem voor Bomma in Het Liegebeest. Ook had ze een rol in de langspeelfilm De Vlaschaard uit 1983. Nadien volgden een hoofdrol in Klein Londen, Klein Berlijn en kleinere rollen in Commissaris Roos, Heterdaad, Recht op Recht, Aspe, Goesting en Witse. In 2011 verschijnt ze in Het goddelijke monster.
In augustus 2012 vertolkte ze de rol van Maman in theaterstuk HENDRIK van Studio Gebroed.
Haar dochter Amaryllis Uitterlinden is bekend van de groep Amaryllis. Die kon in de videoclip van haar song Not The Street dan ook rekenen op de medewerking van Jan Decleir.
In 2023 verscheen ze in de populaire soap Familie als Elena Rieser.